# Sidney Mintz
Sidney Mintz ( Dover, Nueva Jersey, 16 de noviembre de 1922 - Municipio de Plainsboro, Nueva Jersey, 26 de diciembre de 2015 ) fue un antropólogo estadounidense.

## Biografía
Sidney Mintz nació en Dover, Nueva Jersey, hijo de Fanny y Soloman Mintz. Su padre era un comerciante de Nueva York y su madre trabajó para el sindicato Industrial Workers of the World (IWW). Mintz estudió en el Brooklyn College y obtuvo un grado en psicología en 1943. Tras alistarse en el Cuerpo Aéreo del Ejército de los Estados Unidos durante la Segunda Guerra Mundial, se inscribió en el programa de doctorado en antropología de la Universidad de Columbia, que completó una disertación sobre los trabajadores de las plantaciones de caña de azúcar en Santa Isabel (Puerto Rico), dirigida por los profesores Julian Steward y Ruth Benedict. En la Universidad de Columbia, formó parte de la llamada Sociedad Mundial Upheaval, grupo surgido en torno a Steward y Benedict, que contó con antropólogos destacados como Marvin Harris, Eric Wolf, Morton Fried, Stanley Diamond, Robert Manners y Robert F. Murphy.
Impartió clases en la Universidad Johns Hopkins, la Universidad Yale y la Universidad de Columbia.
Murió en el Municipio de Plainsboro, Nueva Jersey, el 26 de diciembre de 2015, a los 93 años de edad.

## Obras
- Mintz, Sidney W. 1959a "The Plantation as a Socio-Cultural Type". In Plantation Systems of the New World. Vera Rubin, ed. Pp. 42–53. Washington, DC: Pan-American Union.
- Mintz, Sydney W. 1959b "Labor and Sugar in Puerto Rico and in Jamaica, 1800–1850". In Comparative Studies in Society and History 1(3): 273–281.
- Mintz, Sidney W. 1960 Worker in the Cane: A Puerto Rican Life History. New Haven: Yale University Press.
- Mintz, Sidney W. 1966 "The Caribbean as a Socio-Cultural Area". In Cahiers d’Histoire Mondiale 9: 912–937.
- Mintz, Sidney W. 1971 "Men, Women and Trade". In Comparative Studies in Society and History 13(3): 247–269.
- Mintz, Sidney W. 1973	"A Note on the Definition of Peasantries". In Journal of Peasant Studies 1(1): 91–106.
- Mintz, Sidney W. 1974a Caribbean Transformations. Chicago: Aldine.
- Mintz, Sidney W. 1974b "The Rural Proletariat and the Problem of Rural Proletarian Consciousness". In Journal of Peasant Studies 1(3): 291–325.
- Mintz, Sidney W. 1977	"The So-Called World-System: Local Initiative and Local Response". In Dialectical Anthropology 2(2): 253–270.
- Mintz, Sidney W. 1978	"Was the Plantation Slave a Proletarian?" In Review 2(1):81-98.
- Mintz, Sidney W. 1981a "Ruth Benedict". In Totems and Teachers: Perspectives on the History of Anthropology. Sydel Silverman, ed. Pp. 141–168. New York: Columbia University Press.
- Mintz, Sidney W. 1981b "Economic Role and Cultural Tradition". In The Black Woman Cross-Culturally. Filomina Chioma Steady, ed. Pp. 513–534. Cambridge, MA: Schenkman.
- Mintz, Sidney W. ed., 1985a History, Evolution, and the Concept of Culture: Selected Papers by Alexander Lesser. Cambridge: Cambridge University Press.
- Mintz, Sidney Wilfred (1985b). Sweetness and Power: The Place of Sugar in Modern History. New York: Viking. ISBN 0-670-68702-2. (requiere registro).
- Mintz, Sidney W. 1985c "From Plantations to Peasantries in the Caribbean". In Caribbean Contours. Sidney W. Mintz and Sally Price, eds. Pp. 127–153. Baltimore: The Johns Hopkins University Press.
- Mintz, Sidney W. 1989	"The Sensation of Moving While Standing Still". In American Ethnologist 17(4):786-796.
- Mintz, Sidney W. 1992	"Panglosses and Pollyannas; or Whose Reality Are We Talking About?" In The Meaning of Freedom: Economics, Politics, and Culture after Slavery. Frank McGlynn and Seymour Drescher, eds. Pp. 245–256. Pittsburgh: University of Pittsburgh Press.
- Mintz, Sidney W. 1996a Tasting Food, Tasting Freedom: Excursions into Eating, Culture, and the Past. Boston: Beacon Press.
- Mintz, Sidney W. 1996b "Enduring Substances, Trying Theories: The Caribbean Region as OikoumenL". In Journal of the Royal Anthropological Institute (N.S.) 2(2): 289–311.
- Mintz, Sidney W. 1998	"The Localization of Anthropological Practice: From Area Studies to Transnationalism". In Critique of Anthropology 18(2): 117–133.
- Mintz, Sidney W. 2002	"People of Puerto Rico Half a Century Later: One Author’s Recollections". In Journal of Latin American Anthropology 6(2): 74–83.
- Mintz, Sidney W. and Christine M. Du Bois, 2002, "The Anthropology of Food and Eating". In Annual Review of Anthropology 31: 99–119.
- Mintz, Sidney W. and Chee Beng Tan 2001	"Bean-Curd Consumption in Hong Kong". Ethnology 40(2): 113–128.
- Mintz, Sidney W. and Richard Price 1992 The Birth of African-American Culture: An Anthropological Approach. Boston: Beacon Press.